# Государственная граница. Восточный рубеж
«Государственная граница. Восточный рубеж» — советский двухсерийный цветной телевизионный художественный фильм, поставленный на киностудии «Беларусьфильм» в 1982 году режиссёром Борисом Степановым. Третий фильм телевизионного сериала «Государственная граница». Снят по заказу Гостелерадио СССР, премьера фильма в СССР состоялась 22 мая 1982 года.
Действие фильма происходит в 1929 году. На советско-китайской границе участились провокации, в которых активно участвуют белоэмигрантские круги. Советские пограничники раскрывают их заговор.

## Сюжет

### Первая серия
Фильм начинается с документальной вставки. Указывается, что зарубежные разведки всё так же предпринимают диверсии на советских рубежах, что в Китае прозападное правительство угрожает Китайско-Восточной железной дороге. Решать эту проблему предстояло аппарату ОГПУ Дальневосточного края.
Менжинский выступает перед выпускным курсом Московской пограничной школы ОГПУ, после чего Могилова, владеющего китайским языком, отправляют в распоряжение полномочного представителя ОГПУ Дальневосточного края. Могилов знакомится с певицей Ольгой Анисимовой, зовёт Олю замуж, но она отказывает. В поезде Могилов вместе с пограничниками безуспешно пытается задержать разыскиваемого преступника «Весёлого». По приезде Могилов знакомится с полпредом ОГПУ, который выказывает обеспокоенность по поводу действий белокитайцев и потакающего им Гоминьдана.
Тем временем Оля, используя псевдоним «Разметальская», прибывает в Харбин — китайскую станцию КВЖД, полную русских эмигрантов. Там она видит, как на перроне боевики некой «Молодой России» убивают русскую семью, которая хотела вернуться в Советскую Россию. Сняв комнату у эмигрантов Барковых, она идёт к владельцу ресторана «Эксцельсиор» — Сержу (антагониста Дановича из 1-го фильма телесериала). Ольга представляется дочерью камергера высочайшего двора Владимира Петровича Разметальского, расстрелянного в 1920 в Киеве.
Перед выступлением Ольги Серж анонсирует её как «гостью из Советской России», чем вызывает бурное возмущение публики в зале. Ольга поёт «Молитву» Бехтеева (подробней об её идеологии см. ниже) чем вызывает восторг присутствующих.

Карта КВЖД

Могилов приезжает на новое место назначения. В это время происходит нападение с китайской стороны.
Далее следует историческая справка о ситуации вокруг КВЖД, которая в это время страдала от провокаций белоэмигрантов.
В Москве Сталин выслушивает доклад Менжинского о ситуации на восточной границе, о провокациях белых и о работе по их расслоению и перетягиванию, которую ведёт ЧК. Звучит имя персонажа фильма Сержа Алексеева — «представителя великого князя Николая Николаевича в Харбине», который стоит за этими военными провокациями.

### Вторая серия
Ольга репетирует дома, играет песню «Горечь» (см. ниже). Барковы говорят Ольге о своей несбыточной мечте вернуться.
Могилов наблюдает за бандой, которая движется громить коммуну большевиков. В результате нападения деревня была сожжена.
Голос диктора в документальной вставке рассказывает о полном попустительстве китайских властей белогвардейцам, лжи в харбинской прессе, массовых расстрелах и захоронениях советских людей в Китае, о лагере для военнопленных, где содержатся члены семей сотрудников КВЖД.
Белогвардейцы идут к Консульству СССР в Харбине, врываются внутрь и устраивают погром.
Китайский посол является к наркому Литвинову и заявляет, что это произошло, поскольку в здании происходило заседание III Интернационала, в ответ ему передают ноту к президенту Чан Кайши о том, что за китайскими представительствами в России более не будет признаваться право экстерриториальности. Начинается Конфликт на Китайско-Восточной железной дороге.
Ольга заходит в кабинет Сержа и видит деньги, полученные из экспроприации советской собственности, и из продажи опиума, после чего уезжает с Сержем в Пекин.
Серж встречается с представителем центрального нанкинского правительства Китая, который отказывает ему.
Ольга сообщает, что у Сержа есть конспиративная квартира, точнее, адрес которой обещает выяснить.
Полпред ОГПУ посылает Могилова в Харбин. Он должен прийти в магазин к Фомичёву и устроить там засаду на Сержа, которого надо доставить живым, чтобы устроить открытый судебный процесс. Могилову сообщают, что в случае проблем можно связаться с певицей из «Эксельсиора».
Квартирный хозяин сообщил Сержу о посещении Ольгой музыкального магазина. Бандиты убивают Фомичёва  – владельца магазина. Могилов убивает одного из бандитов («Весёлого»), а от второго (Баркова) узнаёт о подозрениях Сержа насчёт Ольги. Вместе они едут в ресторан, где Ольга узнаёт Могилова. Он объясняет Ольге, что они на грани провала, и планирует побег. Могилов крадёт машину и ждёт у подъезда ресторана. Ольга заманивает Сержа согласием стать его любовницей. Заподозрив неладное, Серж стреляет в шофёра-Могилова, Ольга стреляет в Сержа. Она ведёт машину к месту, где Могилова должны ждать. Она оставляет машину с ранеными и уходит.
Последняя сцена — Сталину называют фамилию Могилова. Из разговора можно сделать вывод, что он убит. Фильм заканчивается документальной вставкой.

## Музыка
- Песня Ольги в  клубе ОГПУ: «Летит заря над мирною привольною страной»
- «Молитва». Автор — Бехтеев, Сергей Сергеевич. Стихотворение посвящено Великим Княжнам Ольге Николаевне и Татьяне Николаевне[2].
- «Горечь! Горечь! Вечный привкус» — песня на стихи Марины Цветаевой (10 июня 1917). Музыка — В. Калле.
- Хор офицеров: «Пусть нашей родины название в устах Советов звук пустой».
- Марш офицеров: «Белая гвардия, путь твой высок» — стихотворение Марины Цветаевой «Дон» (24 марта 1918).
- «Институтка». Это версия знаменитой эмигрантской песни «Чёрная моль» (автор — Мария Вега).

## В ролях
| Актёр                 | Роль                                        |
| --------------------- | ------------------------------------------- |
| Андро Кобаладзе       | Иосиф Виссарионович Сталин                  |
| Августин Милованов    | Вячеслав Рудольфович Менжинский             |
| Константин Перепелица | Максим Максимович Литвинов                  |
| Инара Гулиева         | Ольга Анисимова, певица                     |
| Владимир Новиков      | Алексей Кузьмич Могилов, пограничник        |
| Аристарх Ливанов      | Серж (Сергей Владимирович Алексеев)         |
| Эдуард Марцевич       | бывший полковник Александр Яковлевич Барков |
| Валентина Титова      | Аглая Степановна Баркова                    |
| Юрий Катин-Ярцев      | Фомичёв, хозяин музыкального магазина       |
| Игорь Комаров         | полпред ОГПУ (Терентий Дмитриевич Дерибас)  |
| Талгат Нигматулин     | «Весёлый», бандит                           |
| Анатолий Китаев       | «Мальчик», преступник из банды Сержа        |
| Олег Ефремов          | капитан, преступник из банды Сержа          |
| Владимир Щегольков    | эпизод                                      |
| Евгений Герасимов     | Жора (Георгий Скворцов), поклонник Ольги    |

## Съёмочная группа
- Автор сценария — Алексей Нагорный
Гелий Рябов
- Режиссёр-постановщик — Борис Степанов
- Оператор-постановщик — Борис Олифер
- Художник-постановщик — Вячеслав Кубарев
- Композитор — Эдуард Хагагортян